# Sobieszyn (Dzierżoniów)
Sobieszyn (niem. Hebendorf) – dzielnica Dzierżoniowa, położona w powiecie dzierżoniowskim, w województwie dolnośląskim. Znajduje się ona we wschodniej części miasta. Jej południową granicą jest rzeka Piława, zachodnią – ul. Bielawska i ul. Batalionów Chłopskich, a północną – ul. Szpitalna i ul. Cicha. Obecnie ludność Dzierżoniowa nie używa już tej nazwy.